# Низовий Микола Андрійович
Низовий Микола Андрійович (нар. 20 липня 1937, ст. Попасна, Луганська обл. — 2017) ― український книгознавець, статистик друку, бібліограф, науковець, викладач. Кандидат педагогічних наук (1976), професор (1995).

## Біографія
Микола Андрійович Низовий народився 20 липня 1937 року у Попасній Луганської області. Закінчив із медаллю Куянівську вечірню середню школу робітничої молоді Білопільського району Сумської області у 1956 році. Вищу освіту здобув у Харківському державному бібліотечному інституті у 1960 році. Після закінчення інституту працював у Харківській державній обласній бібліотеці на посаді бібліотекаря, згодом — завідувача методичного відділу.
Протягом 1965—1969 років очолював відділ статистики друку Книжкової палати України. Під його керівництвом були видані ретроспективні статистичні збірники «Преса Української РСР» за 1917—1966, 1918—1973, 1918—1975 роки.
У 1969 році почав працювати у Харківському державному інституті культури на кафедрі бібліографії. Закінчив аспірантуру Московського державного інституту культури та у 1976 році захистив кандидатську дисертацію «Становлення і розвиток статистики друку на Україні: (1917—1935)» (науковий керівник — канд. пед. наук. М. Н. Беспалов).
Після захисту дисертації обіймав посади заступника декана (1976—1978), завідувача кафедри бібліографії (1979—1986), декана бібліотечного факультету Рівненського державного інституту культури, у Харківському державному інституті культури ― завідувача кафедри галузевого бібліографознавства (1990), потім — об'єднаної кафедри бібліографознавства.
У Харківській державній академії культури ініціював впровадження в навчальний процес курсу «Статистика друку», розробив програму курсу (1991) та видав навчальний посібник «Основи статистики друку» (1993). Його публікації присвячені проблемам історії, теорії та методики бібліографічної статистики та статистики друку, історії книгодрукування в Україні. Крім того, науковець досліджував внесок у розвиток статистики друку таких особистостей як М. Годкевич, Б. Грінченко, І. Франко, В. Доманицький, М. Здобнов, А. Козаченко та інші. Його книгознавчі напрацювання узагальнені в навчальному посібнику «Вступ до книгознавства» (2009).

## Науковий доробок
- Преса Української РСР, 1917—1966]: стат. довід. / Кн. палата, Ком. по пресі при Раді Міністрів УРСР ; [відп. ред. В. М. Скачков ; уклад.: М. А. Низовий та ін.]. — Харків, 1967. — 146 с.
- Вовченко І. О. Питання теорії і методики бібліографії на сторінках книгознавчої преси УРСР 20-х років: лекція для студентів-заочників / І. О. Вовченко ; [відп. за вип. Низовий М. А.] ; Харків. держ. ін-т культури. — Харків: ХДІК, 1971. — 23 с.
- Низовий М. А. Основи статистики друку: навч. посіб. для студентів вузів культури України / М. А. Низовий ; М-во культури України, Харків. держ. інститут культури. — Харків: ХДАК, 1993. — 116 с.
- Низовий М. Від державної бібліографії — до державної статистики друку / М. Низовий // Вісник Книжкової Палати. — 1999. — № 1. — С. 29–31.
- Низовий М. А. Українська статистика друку: основні етапи становлення та розвитку / М. Низовий. — Київ: Кн. палата України, 2002. — 96 с.
- Статистичний моніторинг: навч.-метод. матеріали до курсу / Харків. держ. акад. культури, Каф. бібліотекознавства та бібліогр. ; [уклад. М. А. Низовий]. — Харків: ХДАК, 2003. — 21 с.
- Низовий М. «Чи було книгодрукування в Україні до Івана Федорова?» (хто ставить це запитання і як на нього відповідають) / М. Низовий // Вісн. Кн. Палати. — 2006. — № 9. — С. 32–37.
- Низовий М. А. Вступ до книгознавства: навч. посіб. / М. А. Низовий; М-во культури і туризму України, Харків. держ. акад. культури. — Київ: Кондор, 2009. — 142 с.
- Низовий М. «Бібліотечне краєзнавство» — так що ж це таке? / М. Низовий // Бібліотекознавство. Документознавство. Інформологія. — 2010. — № 1. — С. 46–56.
- Низовий М. А. Українська книжка в діяльності київської дореволюційної «Просвіти» / М. А. Низовий // Вісник Харківської державної академії культури: зб. наук. пр. / М-во культури України, Харків. держ. акад. культури ; [редкол.: В. М. Шейко (відп. ред.) та ін.] ; за заг. ред. В. М. Шейка. — Харків: ХДАК, 2014. — Вип. 42. — С. 129—138.